# Trigonella mesopotamica
Trigonella mesopotamica är en ärtväxtart som beskrevs av Hub.-mor.. Trigonella mesopotamica ingår i släktet trigonellor, och familjen ärtväxter. Inga underarter finns listade i Catalogue of Life.